# Maršal (1999.)
Maršal, hrvatski dugometražni film iz 1999. godine.

## Sadržaj
U malom otočnom mjestu pronio se glas da se na otoku pojavio duh pokojnog maršala Tita, što izaziva razne reakcije ljudi. Stari isluženi partizani žele vjerovati da je došlo vrijeme povratka socijalizma, pa mjesto neobične pojave Tita postaje hodočasničko odredište umirovljenih boraca, koji u gomili dolaze s kopna na otok. Agilni gradonačelnik koristi ovu pomamu da pokrene otočni turizam, pa u patvorenoj kulisi, s uvježbanim govorima, crvenim zastavama i kolektivnim ritualima, želi reanimirati Honeckera, Staljina i Maoa kako bi time maksimalno povećao profit.

## Uloge
- Dražen Kühn – Stipan
- Linda Begonja – Slavica
- Ilija Ivezić – Marinko Cicin
- Ivo Gregurević – Luka
- Boris Buzančić – Jakov
- Ljubo Kapor – Bura
- Inge Appelt – Mare
- Bojan Navojec – Miuko
- Boris Svrtan – Lijan Mulderić
- Ksenija Pajić – Danica Skulić
- Đorđe (Đokica) Milaković – Bare

## Vanjske poveznice
- Maršal Internet Movie Database
- Maršal  Arhivirana inačica izvorne stranice od 6. kolovoza 2011. (Wayback Machine) Film.hr